# Ugazin
ugazin（うがじん）は日本の音楽家、ギタリスト、音楽プロデューサー。

## 概要
日本大学芸術学部在籍中はチェロを専攻。ギタリストとして、デブパレード、14fourteenでメジャー・デビュー経験を持つ他、MONGHANG、コロバ・ミルク・バー、渡瀬マキのサポート等多くのバンドに参加。2018年頃より、ソロ名義で作品を発表している。

## ディスコグラフィー

### ugazin
- 「2.1 Pathetic」（2018年）
- 「3.1 Metallic」（2018年）
- 「3.2 Tech Touch」（2020年）

### コロバ・ミルク・バー
- 「2decades 2days」（2016年）

### デブパレード
- 「ちゃんこdeちゃんこ（DVD）」 （2007年）
- 「BODY&SOUL / cosmic mind」 （2008年）
- 「バッチコイ!!!」テレビ東京系アニメ「NARUTO -ナルト- 疾風伝」EDテーマ（2009年）

### MONGHANG
- 「DEBAKATA」2010年東芝ダイナブックCM曲『opat』収録（2005年）

### 14fourteen
- 「種。」NTV「号外!!爆笑大問題」オープニングテーマ （1999年）
- 「black boat featuring K DUB SHINE」 （2000年）
- 「SUNSICK」 （2000年）